# Universal Music Group
Universal Music Group je americké hudební vydavatelství, v roce 2005 mu patřil 25,5% podíl na trhu, což je nejvíce ze všech hudebních nahrávacích společností. Vlastníkem je společnost Vivendi.
Universal Music Group je součástí tzv. velké trojice, kterou tvoří tři hudební vydavatelství s dominantním postavením na trhu - dále Sony BMG a Warner Music Group. Společnost byla založena v roce 1934 jako Decca Records, název Universal Music Group se objevil až v roce 1996, kdy došlo k přejmenování z dřívější MCA Music Entertainment Group. Tento label vlastní filmová nahrávací společnost Universal Studios, pod Universal Music Group spadá mnoho dalších hudebních nahrávacích společností, mezi největší se řadí např. A&M Records, Geffen Records a Interscope Records.

## Seznam vydavatelství
Universal Music Group vlastní následující značky (neúplný seznam):
- A&M Records
  - Polydor Records
- Geffen Records
- Interscope Records
- Def Jam Recordings
- Roc-A-Fella Records
- Island Records
- Mercury Records
- Decca Records
- Polar Music